# 트레버 린든
트레버 존 린든(영어: Trevor John Linden, 1970년 4월 11일~)은 캐나다의 은퇴한 아이스하키 선수이다. 현역 시절 포지션은 센터이며, 19시즌 동안 내셔널 하키 리그(NHL)의 밴쿠버 커넉스, 뉴욕 아일런더스, 카나디앵 드 몽레알, 워싱턴 캐피털스에서 선수 활동을 했다. NHL 올스타전에 2번 참가했으며, 캐나다 아이스하키 국가대표팀의 일원으로 1996년 아이스하키 월드컵에서 준우승을 차지했고, 1998년 동계 올림픽에 참가하였다.
현역 시절 선수로서 사회인으로서 존경받는 리더로 인정받았다. 21세에 밴쿠버 커넉스의 주장으로 선임되어 내셔널 하키 리그 역사상 가장 어린 주장 중 한 명이 되었으며, 이로 인해 "캡틴 커넉스(영어: Captain Canuck)"라는 별명을 얻었다. 1992년과 1993년에 팀의 스미스 디비전 타이틀 획득에 기여했으며, 1994년에는 스탠리 컵 결승 진출에 기여했다. 1998년에는 내셔널 하키 리그 선수 협회(NHLPA) 회장으로 선출되어 8년 동안 재직했다. 그는 선수 협회장으로서 NHL 팀 소유주들과 협상을 벌이며 2004-05 NHL 록아웃 유도에 중요한 역할을 했다. 또한 자선 활동에도 힘써 1997년에 아이스하키 선수로서의 리더십과 인도주의적인 기여 활동으로 킹 클랜시 메모리얼 트로피를, 2008연에는 NHL 재단 선수상을 수상했다. 2008년 6월 11일 자신이 NHL 드래프트에서 지명된 지 20년 만에 현역 선수 생활을 마쳤다. 그의 등 번호 16번은 2008년 12월 17일에 밴쿠버 커넉스에서 영구 결번으로 지정되었다.